# Brianina
Genre
Brianina est un genre d'insectes diptères nématocères de la famille des Blephariceridae.

## Liste d'espèces
Selon Catalogue of Life (1 novembre 2018) :
- Brianina longitbialis Zhang & Lukashevich, 2007

## Étymologie
Le genre Brianina a été nommé en l'honneur de l'entomologiste sud-africain Brian Roy Stuckenberg (en).

## Publication originale
- Zhang & Lukashevich, 2007 : The oldest known net-winged midges (Insecta: Diptera: Blephariceridae) from the late Mesozoic of northeast China. Cretaceous Research, vol. 28, p. 302-309 (texte intégral) (en).